# لو جاكسون
لو جاكسون (بالإنجليزية: Lou Jackson)‏ هو لاعب كرة قاعدة أمريكي، ولد في 26 يوليو 1935، وتوفي في 28 مايو 1969 في طوكيو في اليابان بسبب التهاب البنكرياس.

## وصلات خارجية
- لو جاكسون على موقع الدوري الياباني لكرة القاعدة (الإنجليزية)
- لو جاكسون على موقعبيزبول رفرنس.كوم (الدوري الرئيسي) (الإنجليزية)
- لو جاكسون على موقعبيزبول رفرنس.كوم (الدوري الثانوي) (الإنجليزية)
- لو جاكسون على موقع إي إس بي إن.كوم (أم.أل.بي) (الإنجليزية)
- لو جاكسون على موقع مشجعي الرسوم البيانية (الإنجليزية)